# 風車詩社
風車詩社是一個日治時期首度引入超現實主義觀點到台灣的文學社團，1933年10月，由詩人楊熾昌（筆名水蔭萍）等人於臺南成立。這個文學社團與成員的事蹟被改編成紀錄片《日曜日式散步者》於2016年9月14日上映，導演黃亞歷延續電影中多重元素的跨域創作概念，以「風車詩社」為核心，精選展品畫作、雕塑、書籍，亦串連文字、聲音、檔案、文物、平面及動態影像等，於2019年6月29日到9月15日在國立臺灣美術館展出「共時的星叢：『風車詩社』與跨界域藝術時代」。

## 名稱由來
關於風車（Le Moulin）命名的由來，楊熾昌曾指出：（一）因時常往返鹽分地帶，對當地風車景象頗為嚮往；（二）受法國劇場「風車」之影響；（三）認為臺灣詩壇需吹進新空氣、建立新氣象。

## 成員
楊熾昌1930年留學日本，1930至1931年間就讀東京文化學院，1932年返臺後於《臺南新報》兼職編輯文藝欄，隔年與張良典（筆名丘英二）、李張瑞（筆名利野倉），於1930至1932年間就讀東京農業大學、林永修（筆名林修二）1933至1940年間就讀東京慶應大學，亦有日人島元鐵平、戶田房子等人加入。等人組成「風車詩社」。

## 文學主張
風車詩社同人雖寫作風格殊異，但許多成員有留日經驗，而他們留在東京的這段時間，正好是當時日本文壇的現代主義詩運動的最盛期。楊熾昌主張詩是知性的化身，並且作品專注營造具有本土特色的超現實意象。李張瑞的作品，則是受到法國詩人考克多（Jean Cocteau）、梵樂希（Paul Valéry）的風格影響，節奏輕快，並且實驗開發多種詩型。林修二的詩作採取象徵主義的手法，呈現心靈的感覺。張良典的詩作屬於散文詩，主要受到萩原朔太郎的作品影響。

## 發行刊物
於1933年10月創刊同人誌《風車》詩刊，為不定期刊，每輯刊印75份，內容包含社團成員們的詩、小說、隨筆等創作，至1934年12月止共發行4輯。此外，另輯有《風車同仁集》兩冊（1934年11、12月）。原本以為相關刊物都焚毀於戰火之中，但在1994年楊熾昌過世後，呂興昌教授與楊熾昌的家屬楊皓文先生在整理遺物的過程中，突然發現《風車》第三號孤本，之後受藏於國立臺灣文學館。